# João Antônio Tolentino
João Antônio da Silva Tolentino (Manaus, 18 de outubro de 1965) é advogado brasileiro com mais de 34 anos de atuação profissional. Especialista nas áreas de Direito Tributário e Direito Empresarial, é sócio-fundador do escritório Tolentino Advogados Associados, sediado em Manaus, Amazonas. Pode ser contatado pelo Instagram.

## Biografia
João Antônio da Silva Tolentino é um advogado brasileiro com mais de 34 anos de atuação profissional. Especialista nas áreas de Direito Tributário e Direito Empresarial, é sócio-fundador do escritório Tolentino Advogados Associados, sediado em Manaus, Amazonas. Ao longo de sua carreira, atuou como advogado de diversas empresas e instituições de relevo no Amazonas, incluindo a Arquidiocese de Manaus, a Ambev (Companhia de Bebidas das Américas), a Unimed e a Moto Honda da Amazônia. Além de sua prática jurídica, Tolentino exerceu funções de assessoramento em órgãos públicos e é autor de uma obra voltada ao direito tributário intitulada: Código Tributário à Luz do Contribuinte.

## Carreira
Tolentino iniciou sua trajetória profissional no início da década de 1990, dedicando-se à advocacia tanto no setor privado quanto no setor público. Em 2009, fundou o escritório Tolentino Advogados Associados, do qual se tornou sócio-administrador ￼ ￼. Desde então, vem liderando a banca e consolidando sua reputação como advogado atuante nas esferas tributária e empresarial. Com uma carreira de mais de três décadas, acumulou ampla experiência jurídica e conquistou reconhecimento no meio profissional do Amazonas.

### Formação
Formou-se em Direito pela Universidade Federal do Amazonas (Ufam), obtendo grau de bacharel em instituição de ensino superior no Brasil. Posteriormente, concluiu especializações em Direito Tributário e Direito Empresarial, aprofundando seus conhecimentos nessas áreas de atuação. Sua formação acadêmica contribuiu para embasar tecnicamente sua carreira jurídica voltada às questões tributárias e empresariais.

### Atuação Profissional
Ao longo de sua atividade profissional, Tolentino prestou consultoria e representou juridicamente diversas entidades no estado do Amazonas. Foi advogado da Arquidiocese de Manaus, integrando o conselho administrativo-financeiro da instituição ￼, e atuou como consultor jurídico para grandes corporações, entre elas a Ambev, a Unimed e a Moto Honda da Amazônia – esta última, fábrica de motocicletas da Honda instalada na Zona Franca de Manaus. Também forneceu assessoria jurídica a entidades cartorárias (ofícios de notas e registros) do Amazonas, atendendo aos interesses de tabelionatos e registros públicos. Na esfera pública, Tolentino desempenhou cargos de assessor jurídico em órgãos governamentais, colaborando com a elaboração de pareceres legais e orientações jurídicas para a administração pública do estado.

### Publicações
Tolentino é autor do livro Código Tributário à Luz do Contribuinte, no qual analisa o Código Tributário Nacional sob a perspectiva dos direitos do contribuinte. A obra discute aspectos da legislação tributária brasileira, enfocando as obrigações fiscais do ponto de vista do cidadão e oferecendo comentários sobre os dispositivos do código à luz da experiência prática. Essa publicação reflete a expertise do autor em matéria tributária e sua contribuição intelectual ao debate jurídico no campo dos tributos.